# Wilaiwan Thongkam
Wilaiwan Thongkam (ur. 20 marca 1990) – tajska zapaśniczka walcząca w stylu wolnym.
Pięciokrotna uczestniczka mistrzostw Azji, zdobyła srebrny medal w 2009. Złota medalistka igrzysk Azji Południowo-Wschodniej w 2009 i 2011 i srebrna w 2007. Piąta na igrzyskach azjatyckich w 2010 roku. Druga w mistrzostwach świata w zapasach plażowych w 2012. Wicemistrzyni Azji kadetów w 2006 i 2007 roku.